# 大原組
二代目大原組本部位於大阪府大阪市生野區田島1-9-30大原企画 的設置，日本的指定暴力團之一・六代目山口組的2次團體。

## 略史
大原宏延為三代目山口組直系組長菅谷組（菅谷政雄組長）的組員；1981年菅谷組解散後，加入宅見組擔任本部長，1988年6月、升任舍弟頭，1989年1月五代目山口組直系組長升格。作為當時宅見勝若頭的側近，很快地被提拔擔任總本部當番責任者、組長秘書等職務。六代目山口組發展時期，大原宏延就任「幹部」，後升格若頭補佐；2013年10月 六代目山口組本部長就任。
2017年5月 大原組組長：大原宏延去世；同年，原若頭・金田芳次繼承二代目大原組組長並升格為六代山口組直系組長（直參）。

## 最高幹部
（2017）
- 二代目組長・金田芳次（本名 金芳次、六代目山口組若中）
- 若頭・池田勇次（二代目誠心連合會長）
- 本部長・叶 將之（二代目叶組組長）

（2013）
- 初代目組長・大原宏延（本名 尹光煕、六代目山口組本部長）
- 若頭・金田芳次
- 舍弟頭・叶 健二（叶組組長）
- 舍弟頭補佐・高倉芳博（高倉組組長）
- 組織統括委員長・連山秀明
- 若頭補佐・池田勇次（二代目誠心連合會長）

### 下部團體

#### 大阪
廣川組、浅野組、天心會、波谷組、菅原組、二代目小車誠會、初田組、大谷組、平岡組、清水組、笠松組、生島組、段組、須藤組、河政會、石元組、奧浦總業（東大阪）、中塚會、園田組、川崎組、石田會、大原組、天野總業、松田會、亨政連合、大川組、永井組、浪政會、俠政會、亀谷組

#### 神戶
一政會、神沢會、佐藤組 

#### 京都
熊谷組

#### 松山
岡本組

#### 德島
公友会

#### 金沢
中村組

#### 富山
桑田組

#### 函館
鈴雅組

## 資料來源
1. ↑  .   [2013-10-13]. （原始内容存档于2013-10-16）.